# Хорхе Морейра
Хорхе Морейра (ісп. Jorge Moreira; нар. 1 лютого 1990, Вільяррика) — парагвайський футболіст, захисник клубу «Рівер Плейт» і національну збірну Парагваю.

## Клубна кар'єра
У дорослому футболі дебютував 2009 року виступами за команду клубу «2 травня», в якій того року взяв участь у 18 матчах чемпіонату.
Наступного року почав виступи за одного з лідерів парагвайського футболу, клуб «Лібертад», в якому провів наступні сім сезонів карє'ри. За роки, проведені у команді з Асунсьйона, чотири рази ставав чемпіоном Парагваю.
До складу аргентинського клубу «Рівер Плейт» приєднався 2016 року. У новій команді відразу став гравцем основного складу, однак вже з наступного сезону втратив місце в «основі» і став гравцем ротації.

## Виступи за збірну
2010 року дебютував в офіційних матчах у складі національної збірної Парагваю. Згодом деякий час до її лав не залучався, з 2014 року знову почав отримувати виклики до національної команди.

## Титули і досягнення
- Чемпіон Парагваю (4):

«Лібертад»: 2010, 2012, 2014, 2016
- Володар Рекопи Південної Америки (1):

«Рівер Плейт»: 2016
- Володар Кубка Лібертадорес (1):

«Рівер Плейт»: 2018
- Володар Кубка Аргентини (2):

«Рівер Плейт»: 2016, 2017
- Володар Суперкубка Аргентини (2):

«Рівер Плейт»: 2017, 2019